# Svatý Jan nad Malší
Svatý Jan nad Malší település Csehországban, a České Budějovice-i járásban. Svatý Jan nad Malší Římov, Ločenice, Mokrý Lom, Velešín, Besednice, Kaplice és Netřebice településekkel határos. Lakosainak száma 632 fő (2024. január 1.).

## Népesség
A település lakosságának változását az alábbi diagram mutatja:
| Lakosok száma | 1001 | 1010 | 1039 | 635  | 464  | 532  | 553  | 571  | 577  | 632  |
|               | 1869 | 1900 | 1921 | 1961 | 1980 | 2011 | 2016 | 2019 | 2021 | 2024 |